# Карибу (приток Кенеля)
Карибу (англ. Cariboo River) — река на западе Канады, в горах Карибу. Находится в пределах округа Карибу провинции Британская Колумбия. Является северным притоком реки Кенель (левый приток реки Фрейзер), в которую впадает в месте расположения города-призрака Кенель-Форкс, в 11 км к северо-западу от поселения Лайкли.
Ранее её течение ниже озера Карибу называлось река Норт-Форк-Кенель (North Fork Quesnel River), а выше озера — река Суомп (Swamp River). В 1936 году по аналогии с озером Карибу было принято современное название для обоих отрезков реки.
Река вытекает из небольшого горного озера, находящегося на склоне пика Леви (Levi Peak). Недалеко от истока, в болотистом районе Карибу соединяется с рекой Айзак, вытекающей из одноимённого озера (Isaac Lake), длиной ок. 38 км. Далее Карибу течёт примерно ровно с востока на запад, протекая через озёра Ланези (Lanezi), Санди (Sandy) и Унна (Unna). В районе последнего течение реки резко поворачивает на юг. В этом месте в неё впадает Бабкок-Крик (Babcock Creek), соединяющий её с целой вереницей озёр: Бабкок, Ской (Skoi), Спектакл (Spectacle lakes), Суон (Swan). Всё верхнее течение реки вместе с озёрами образует южную часть провинциального парка Баурон-Лейк, общая площадь — 1492 км², а озеро Айзак — его северо-восточную часть.
Немного ниже поворота реки на юг, в неё впадает река Матью (Matthew River), исток которой находится всего в 1 км от истока реки Карибу. В верхнем и среднем течении реки Матью, включая озеро Гост, находится провинциальный парк Карибу-Маунтинс.
В среднем течении реки, от озера Кимболл (Kimball Lake) до озера Карибу, расположен провинциальный парк Карибу-Ривер. Площадь парка — 32 км². Парк призван охранять природу в среднем течении реки. Несмотря на то, что на территории парка нет регулярного туристического сервиса, он предоставляет возможности для отдыха на воде.
В верхнем и среднем течении обитают чёрные медведи и гризли, лоси, олени, волки, выдры, норки и белки. Кроме того, водится много певчих птиц, а стаи гусей и уток останавливаются на берегах реки во время ежегодных миграций.
Озеро Карибу разделяет среднее и нижнее течение реки. Вдоль нижнего течения и озера проходит дорога Карибу-Лейк (Cariboo Lake Road). В озеро впадают несколько рек, в том числе с востока река Литл-Ривер.